# 恩迪拉維島
恩迪拉維島（丹麥語：Endelave）是丹麥的島嶼，位於薩姆斯島以西的卡特加特海峽上，距離日德蘭半島10公里，由中日德蘭大區負責管轄，長6.7公里、寬2.4公里，面積13.2平方公里，2011年人口185。